# Guerra civil birmana (2021-presente)

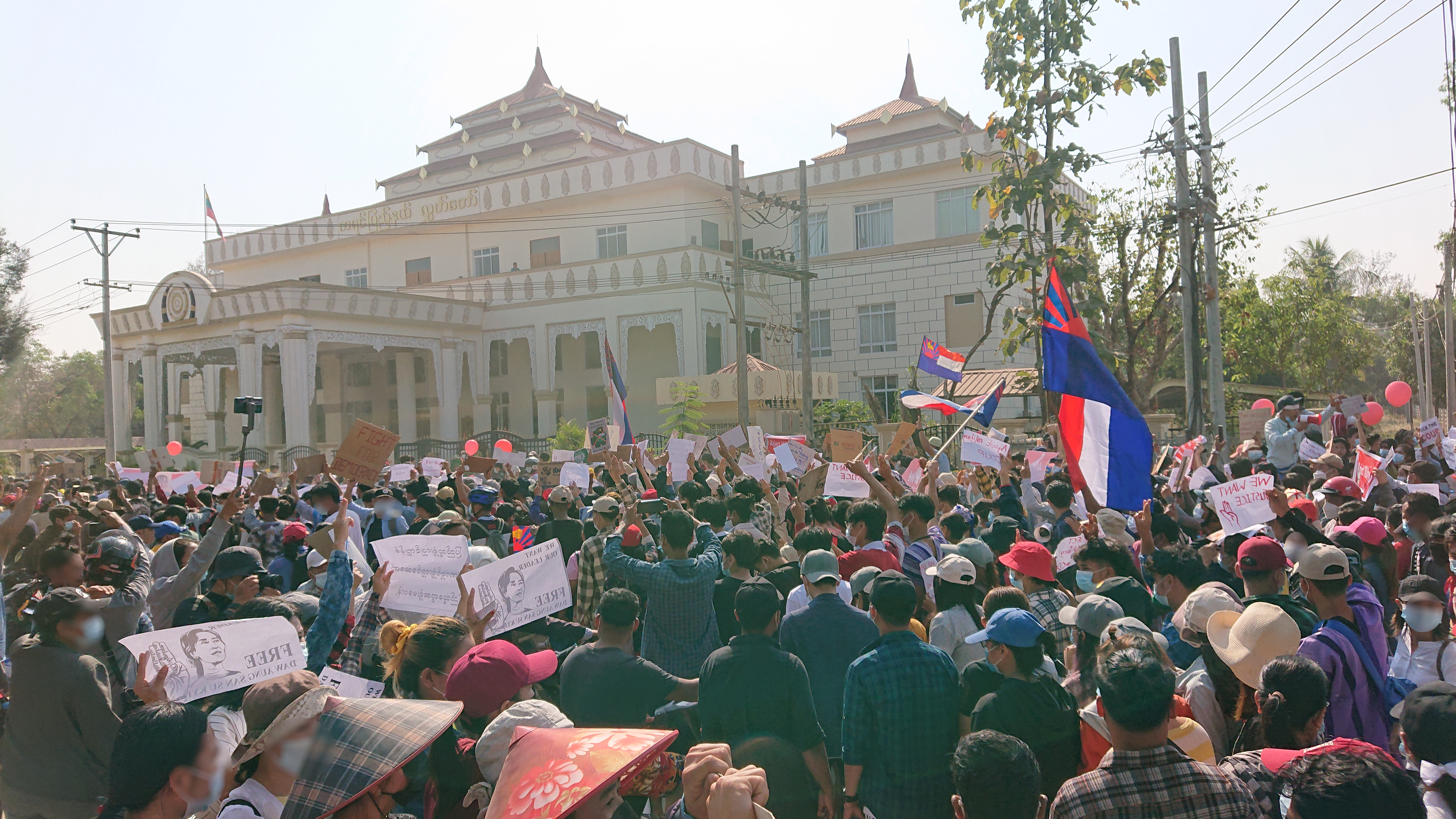
Protestas contra el golpe de Estado (9 de febrero de 2021, Hpa-An, Kayi, Myanmar).

La guerra civil birmana (en birmano: ၂၀၂၁-၂၀၂၃ မြန်မာနိုင်ငံ ပြည်သူ့ခုခံတွန်းလှန်စစ်), también llamada Revolución birmana, o Revolución de la Primavera y calificada por el bando rebelde como Guerra Defensiva Popular es una guerra civil en curso que se inició tras las protestas contra el golpe de Estado en Myanmar de 2021, que fue organizado por Min Aung Hlaing, jefe de Estado Mayor de las Fuerzas Armadas de Birmania, el 1 de febrero de 2021. Forma parte del conflicto interno de Birmania.
Dichas protestas derivaron en enfrentamientos entre las Fuerzas Armadas y las guerrillas opositoras al golpe militar que, al 21 de julio de 2023, han causado la detención de 23 980 personas (de las que 19 593 se encuentran aún detenidas), entre ellos más de 636 niños y la muerte de 38 310 civiles, incluyendo al menos 422 niños, a manos de fuerzas militares, policiales o paramilitares.
En los meses siguientes al golpe, la oposición empezó a unirse en torno al Gobierno de Unidad Nacional, que lanzó una ofensiva contra la junta. En 2022, la oposición controlaba un territorio considerable, aunque escasamente poblado. En muchos pueblos y ciudades, los ataques de la junta expulsaron a decenas de miles de personas. En el segundo aniversario del golpe, en febrero de 2023, el presidente del Consejo de Administración del Estado, Min Aung Hlaing, admitió haber perdido el control estable sobre "más de un tercio" de los municipios. Observadores independientes señalan que es probable que la cifra real sea mucho mayor, ya que sólo 72 de los 330 municipios y los principales núcleos de población permanecen bajo control estable.
Además, cerca de 3000 soldados de las Fuerzas Armadas y 7000 policías han desertado, y, según la ONU, 17,6 millones de personas han necesitado ayuda humanitaria, mientras que 1,6 millones eran desplazados internos.

## Antecedentes

### Conflicto interno de Birmania
El conflicto interno de Birmania es un término usado para referirse a la crisis interna de violencia que se desarrolla en Birmania desde 1948, por motivos tanto políticos como étnicos entre diversos grupos armados y el gobierno de ese país. El conflicto empezó aproximadamente en abril de 1948, aunque desde 1988 hasta 2015, este se había centrado en la lucha contra la junta militar que gobernaba el país. Sus principales episodios son el levantamiento de 1988, la actividad de oposición política de Aung San Suu Kyi, las protestas de 2007 y el devastador paso del ciclón Nargis.

### Genocidio rohinyá
Desde los años 70,  el ejército y la policía de Birmania, de mayoría budista, ha llevado a cabo una  operación de limpieza étnica contra los musulmanes rohinyá en el estado de Rakáin, al noroeste del país, entre la que se incluyen masacres, violaciones y la quema de las viviendas. Estos hechos, calificados de genocidio por la Organización de las Naciones Unidas dejaron un saldo de alrededor de 725 000 desplazados por la violencia y 25 000 muertos.
Huyendo del horror, 700 000 miembros de esta comunidad se refugiaron en la vecina Bangladés, con cuyos habitantes comparten lengua y etnia (la bengalí) y religión (el islam) pero que, como Birmania, les niega el derecho a la ciudadanía.
A 2018, cerca del 90% de los 2 250 000 rohinyá contabilizados permanecía fuera del país, lo que fue calificado por Desmond Tutu, Premio Nobel de la Paz, como un genocidio a cámara lenta.

### Elecciones de 2020 y Golpe de Estado
En este clima de inestabilidad, tuvieron lugares las Elecciones generales de Birmania de noviembre de 2020, donde la Liga Nacional para la Democracia, el partido de Aung San Suu Kyi, obtuvo 258 escaños mientras que el Partido de la Unión, la Solidaridad y el Desarrollo, que representa los intereses electorales del Tatmadaw, la Junta Militar que regía el país, obtuvo tan solo 26. 
Así, el 1 de febrero de 2021, el Ejército dio un golpe de Estado, evitando la toma de posesión de poder de los nuevos miembros del Parlamento de Birmania. El presidente Win Myint y la consejera estatal Aung San Suu Kyi fueron detenidos, junto con los ministros, diputados y miembros del Parlamento, y se anunció que el poder había sido otorgado al Comandante en Jefe de los Servicios de Defensa, Min Aung Hlaing.
El golpe se produjo en medio de la pandemia de COVID-19. Birmania estaba luchando con uno de los brotes más graves en el sudeste asiático, debido a su infraestructura sanitaria deficiente y al conflicto interno en curso. El país había comenzado su despliegue de la vacunación contra la COVID-19 unos días antes del golpe. La economía del país también se vio afectada por la pandemia, contrayéndose un 5% durante 2020.

### Reconocimiento de los resultados de las elecciones
Los representantes elegidos en las elecciones de noviembre de 2020 no han reconocido la legitimidad del golpe de Estado. El 4 de febrero de 2021, alrededor de 70 diputados de la LND juraron su cargo en Naipyidó, comprometiéndose a cumplir con el mandato del pueblo, y servir como legisladores por un período de cinco años. Al día siguiente, 300 legisladores electos formaron un comité para llevar a cabo asuntos parlamentarios, el Comité de Representación de Pyidaungsu Hluttaw (CRPH). El comité celebró su primera sesión en Zoom.
El 6 de febrero de 2021, varios partidos políticos, entre ellos la Liga de Nacionalidades Shan por la Democracia (SNLD), el Partido Democrático para una Nueva Sociedad (DPN), el Partido Nacional Karen y el Partido Nacional Chin Asho, anunciaron que habían rechazado la oferta de los militares de participar en el Consejo de Administración del Estado. El Partido Nacional Progresista Karenni ha denunciado públicamente el golpe militar y el efecto perjudicial del golpe de Estado en el control de la pandemia de COVID-19 y las conversaciones de paz en curso, y ha pedido que la LND y las Fuerzas Armadas se comprometan a resolver el estancamiento político del país.
El 7 de febrero, la comisión parlamentaria condenó el golpe militar como un «acto criminal» y destituyó al gabinete militar de Min Aung Hlaing por ser ilegítimo. El comité dijo que los militares habían violado el capítulo 6 del código penal de Birmania al derrocar al gobierno civil, aconsejando a los diplomáticos de la ONU y a la comunidad internacional que se pongan en contacto con ellos para discutir los asuntos oficiales del gobierno.
El 14 de febrero, la Unión Nacional Karen emitió un comunicado anunciando su apoyo público a las protestas en curso, y calificó la toma del poder por parte de los militares como un paso hacia la dictadura militar, contraria a la visión de reconciliación nacional.
El 15 de febrero, el Comité para la Unidad del Estado de Shan, una coalición de grupos armados étnicos shan y partidos políticos que incluye el Consejo de Restauración del Estado de Shan, el Partido del Progreso del Estado de Shan, la Liga Nacional de Shan para la Democracia y el Partido Democrático de las Nacionalidades Shan, y la Milicia Sin Kyawt, se opusieron públicamente al golpe de Estado, anunciando su apoyo a las protestas en curso, pidiendo la abolición de la Constitución de 2008 y el restablecimiento del gobierno dirigido por civiles.

## Beligerantes

### Gobierno de Unidad Nacional
El Gobierno de Unidad Nacional de Birmania, cuyo nombre oficial es Gobierno de Unidad Nacional de la República de la Unión de Myanmar (en birmano: အမျိုးသားညီညွတ်ရေး အစိုးရ; abreviado NUG de sus siglas en inglés National Unity Government) es un gobierno birmano en el exilio formado por el Comité Representante de la Asamblea de la Unión, un grupo de legisladores electos derrocados en el golpe de Estado de 2021 en Birmania. Incluye representantes de la Liga Nacional para la Democracia (el partido gobernante depuesto de la ex consejera de estado Aung San Suu Kyi), grupos insurgentes de minorías étnicas y varios partidos minoritarios. El Consejo de Administración del Estado, la junta militar gobernante del país, declaró al NUG ilegal y una organización terrorista.
En mayo de 2021, el NUG anunció la formación de la «Fuerza de Defensa del Pueblo» y en septiembre el lanzamiento de una «guerra defensiva» y una revolución nacional contra la junta militar. En septiembre de 2021, el NUG había establecido oficinas de representación en Estados Unidos, Reino Unido, Francia, República Checa, Australia y Corea del Sur.

#### Fuerza de Defensa del Pueblo
La Fuerza de Defensa del Pueblo (en birmano: ပြည်သူ့ကာကွယ်ရေးတပ်မတော်; PDF abreviado) es el brazo armado del Gobierno de Unidad Nacional (NUG), un organismo que afirma ser el gobierno legítimo de Birmania. El brazo armado se formó el 5 de mayo de 2021 en respuesta al golpe de Estado ocurrido el 1 de febrero de 2021 y a la violencia en curso de la junta. La junta militar la designó como organización terrorista el 8 de mayo.
Según el comunicado del NUG, el PDF se dividió en cinco divisiones (norte, sur, centro, este y oeste), cada una con al menos tres brigadas. Cada brigada consta de cinco batallones, que se dividen a su vez en cuatro compañías. El 13 de julio de 2021, el ministro de defensa del NUG, Yee Mon, declaró que se esperaba que la fuerza de la milicia recién formada llegara a 8000 a finales de mes.

#### Movimiento de Desobediencia Civil
El 2 de febrero de 2021, los trabajadores sanitarios y funcionarios de todo el país, incluso en la capital, Naipyidó, lanzaron un movimiento nacional de desobediencia civil (en birmano: အာဏာဖီဆန်ရေးလှုပ်ရှားမှု), en oposición al golpe de Estado. Un grupo de campaña en la red social Facebook apodado como el «Movimiento de Desobediencia Civil» ha atraído a más de 230 000 seguidores, desde su lanzamiento inicial el 2 de febrero de 2021. Min Ko Naing, un líder del levantamiento de 1988, ha instado al público a adoptar una postura de «no reconocimiento, no participación» al régimen militar. Un experto en el sistema de servicio civil del gobierno estimó que el país tenía alrededor de un millón de funcionarios y que alrededor de tres cuartas partes de ellos habían abandonado sus trabajos.

#### Grupos Armados Étnicos y Milicias Urbanas
Los grupos armados étnicos, quienes habían firmado un alto al fuego con el gobierno civil, luego de años de lucha contra las autoridades nacionales, decidieron retomar las armas tras el golpe de Estado en apoyo a los manifestantes y líderes derrocados. Por otro lado, aparecieron las milicias civiles urbanas, formadas por grupos de manifestantes que, luego de la represión militar de las primeras protestas, fueron a las zonas controladas por las guerrillas étnicas a recibir entrenamiento militar y regresaron a las ciudades para combatir contra la Junta.

### Consejo Administrativo del Estado
El Consejo Administrativo del Estado (en birmano: နိုင်ငံတော်စီမံဥချပ်ရေးကောင်စီ) es el órgano ejecutivo que gobierna Birmania, tras el golpe de Estado de 2021. El Consejo se formó el 2 de febrero de 2021 y está compuesto por 11 miembros.
Los miembros del Consejo incluían a varios políticos civiles, entre ellos Mahn Nyein Maung, un exmiembro de la Unión Nacional Karen, Thein Nyunt, y Khin Maung Swe, cofundadores de la Fuerza Democrática Nacional, un grupo escindido de la LND. El 3 de febrero de 2021, se añadieron al Consejo otros cinco miembros civiles, entre ellos Aye Nu Sein, vicepresidente del Partido Nacional de Arakan. El 6 de febrero, el Partido Unidad de Mon había anunciado que había aceptado la oferta de los militares de unirse al Consejo.
El 15 de junio de 2021, la junta militar birmana exhortó a rechazar todo vínculo con el Gobierno de Unidad Nacional, calificada por el Tatmadaw como una organización terrorista, a los partidos políticos amenazándoles con posibles detenciones.

#### Tatmadaw
El Tatmadaw (en birmano: မအေလိုးတပ်မတော်; lit. 'Fuerzas Armadas') es el nombre oficial de las Fuerzas Armadas de Birmania. Está administrado por el Ministerio de Defensa y lo compone el Ejército, la Armada y la Fuerza Aérea. Los servicios auxiliares incluyen la Fuerza Policial de Birmania, las Unidades de Milicia Populares y al 2013 las Fuerzas Fronterizas, conocidas localmente como Na Sa Kha.
Según la Constitución de Birmania, el Tatmadaw depende directamente del Consejo de Seguridad y Defensa Nacional (NDSC) dirigido por el presidente de Birmania. El NDSC es un Consejo de Seguridad Nacional de once miembros responsable de los asuntos de seguridad y defensa en Birmania. La NDSC es la máxima autoridad del Gobierno de Birmania.
En Birmania no existe el servicio militar. Por lo tanto, todo el personal de servicio es teóricamente voluntario, pero la Ley de Milicia Popular permite el reclutamiento si el presidente considera necesario para la defensa del país que se activen las disposiciones de la ley. El Tatmadaw ha estado envuelto en una fuerte batalla con los insurgentes étnicos y los narco-ejércitos desde que el país obtuvo su independencia del Reino Unido en 1948. Recientemente, el Tatmadaw ha sido ampliamente acusado por distintas organizaciones por delitos contra los derechos humanos que incluyen limpieza étnica, tortura, agresión sexual y masacre de civiles.
Sin embargo, una encuesta de 2014 realizada por el Instituto Republicano Internacional que cubre toda la demografía de Birmania muestra que el ejército es la institución más favorable, con el 84% de los encuestados calificándolo de «muy favorable» o «favorable» por delante de otras instituciones como los medios de comunicación, el gobierno y la oposición birmana.

## Consecuencias

### Derechos Humanos

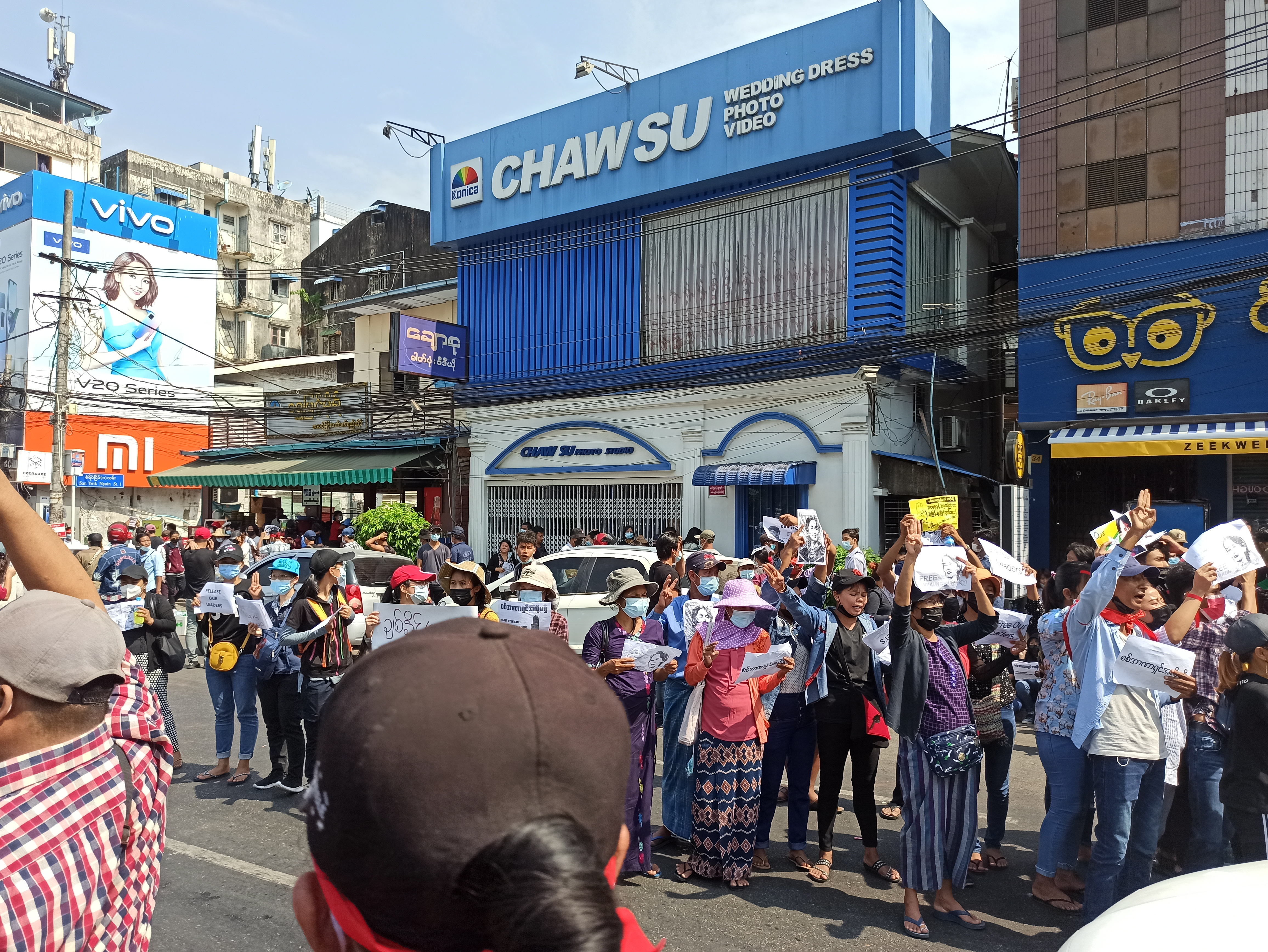
Manifestantes el 8 de febrero de 2021 en Rangún

Según la AAPP, hasta el 9 de junio de 2023, 3649 civiles han muerto. El uso indiscriminado de la fuerza por parte de la junta ha provocado la muerte de al menos 363 niños, incluida una niña de 7 años que recibió un disparo en su casa y los informes de cientos de niños y jóvenes detenidos.
El 8 de febrero, la policía comenzó a utilizar balas de goma, munición, cañones de agua y gases lacrimógenos para dispersar a los manifestantes en los mítines masivos. El líder militar Min Aung Hlaing ordenó una represión y represión de las manifestaciones mientras los manifestantes en todo el país se embarcaban en una huelga. El 9 de febrero dos manifestantes en Naipyidó fueron ingresados en un hospital local en estado crítico, por heridas de bala. Una de ellos fue Mya Thwe Thwe Khine, una mujer de veinte años, cuya muerte en un hospital el 19 de febrero se convirtió en emblemática por la causa de los manifestantes. Además las autoridades comenzaron a imponer la ley marcial en varios municipios hasta nuevo aviso. La ley marcial instituye efectivamente un toque de queda nocturno de 8 p. m. a 4 a. m., prohibiciones de reunir a más de 5 individuos, hablar en público, mítines y protestas. Los municipios cubiertos por la ley marcial incluyen 7 municipios en Mandalay, y un municipio en la región de Ayeyarwady. Desde entonces, la ley marcial se ha ampliado para incluir varios municipios urbanos en Rangún, Shwebo, Monywa, Sagaing, Kalay en la región de Sagaing, Bago y Pharsong en el estado de Kayah, donde habían surgido protestas significativas. La ley marcial se ha ampliado para incluir 90 municipios en 30 ciudades, incluyendo todos los municipios que componen Rangún.
El 14 de febrero de 2021, el régimen militar suspendió las protecciones de seguridad y privacidad consagradas en la Constitución de Birmania hasta que se levantara el estado de emergencia. La ley recién aprobada permite al Comandante en Jefe restringir o suspender temporalmente los derechos fundamentales de los ciudadanos, incluyendo arrestos y registros sin órdenes judiciales, y detenciones sin la aprobación de la corte. El Consejo de Administración del Estado también promulgó la Ley 3/2021, que requiere que todos los residentes registren a los huéspedes nocturnos fuera de su hogar oficial con sus respectivos administradores de municipios o barrios. La ley de la era militar había sido previamente derogada por el gobierno liderado por la LND.
El 20 de febrero de 2021, dos manifestantes murieron y al menos dos docenas más resultaron heridos en Mandalay por la policía y el ejército en una violenta represión. Estas personas eran residentes del municipio de Maha Aung Myay que custodiaban a los trabajadores de astilleros gubernamentales involucrados en el movimiento de desobediencia civil de la policía, que los obligaba a volver a trabajar. Además de disparar balas en vivo, la policía y el personal militar también lanzaron piedras, arrestaron y utilizaron cañones de agua contra civiles, además de golpear severamente a muchos. A pesar de las reacciones internacionales a este incidente, la junta militar advirtió a los manifestantes que estaban dispuestos a seguir usando esa fuerza letal, y en su lugar afirmó que eran los manifestantes los que estaban «incitando al pueblo (…) a un camino de confrontación». A pesar de estas amenazas, enormes multitudes se reunieron el 22 de febrero, con algunos manifestantes diciendo que los recientes asesinatos los habían hecho más decididos a seguir protestando.
El 25 de febrero, los informes mostraron que la policía abrió fuego y utilizó granadas flash bang contra un grupo de residentes en el municipio de Tamwe que protestaban por el nombramiento militar para reemplazar a un administrador en un barrio.
La intensidad de las intervenciones de las autoridades aumentó a principios de marzo, con informes de al menos 18 víctimas mortales el 28 de febrero, según informes de grupos de derechos humanos y otros 38 el 3 de marzo, y la enviada especial de la ONU Christine Schraner Burgener describió el día «como el más sangriento desde que ocurrió el golpe de Estado». Se informó que las advertencias de posibles nuevas sanciones fueron recibidas con indiferencia.
El 4 de marzo de 2021, Kyal Sin, de 19 años, recibió un disparo en la cabeza durante una manifestación contra el golpe de Estado, en la que las fuerzas de seguridad dispararon balas reales para dispersar la manifestación.
El 7 de marzo, los medios de comunicación estatales y grupos de derechos humanos confirmaron la ocupación de hospitales públicos, universidades y complejos de templos por parte de las fuerzas de seguridad. Los hospitales públicos habían sido atendidos por personal médico después de haber sido desalojados inicialmente por el Movimiento de Desobediencia Civil, «en respuesta a la escalada de violencia contra manifestantes pacíficos», según la ONG sin fines de lucro Médicos por los Derechos Humanos. Los hospitales confirmados para ser ocupados incluyen el Hospital General de Rangún y el Hospital Gandhi.
Un incidente de violencia contra el personal de los servicios de emergencia fue grabado por cctv y compartido en las redes sociales, en el que una ambulancia en el municipio de Okkakapa del Norte, Rangún fue detenido a punta de pistola por la policía armada, y los tres médicos voluntarios fueron obligados a salir de sus vehículos y golpeados repetidamente en la cabeza con colillas de rifle y pateados por seis agentes de policía, seguidos por los oficiales disparando por las ventanas de la ambulancia. Los tres médicos fueron detenidos y enviados a la prisión de Insein, conocida por sus condiciones inhumanas.
El 30 de marzo de 2021, se registraron numerosos ataques aéreos contra manifestantes en el estado de Kayin. El 9 de abril, la Asociación de Asistencia a Presos Políticos y Myanmar Now informaron que las fuerzas de seguridad habían matado a más de 80 manifestantes en Bago disparándoles granadas de fusil.
El 10 de septiembre, se encontró el cadáver de una persona que había sido detenido por el Tatmadaw en Mandalay. Igualmente, esta vez en Sagaing, se reportó el fallecimiento de un civil a manos de soldados gubernamentales mientras se hacía una redada. También, en Kalay, se identificaron a tres civiles fallecidos con signos de tortura, luego de que el Tatmadaw ingresara a su aldea.
El 17 de septiembre, el Tatmadaw realizó una redada aldea en Magway, cercana al lugar donde hace 8 días habían tenido un enfrentamiento con la Fuerza de Defensa del Pueblo; la operación militar terminó con el arresto de al menos 6 civiles y el asesinato de 3 lugareños.
El 22 de septiembre, se reportó la tortura de 82 personas por parte de policías, soldados y funcionarios civiles gubernamentales, en la cual un civil murió a causa del maltrato sufrido; el hecho habría ocurrido en represalia al asesinato de San Win, presunto informante militar, a manos de la guerrilla urbana Fuerza Democrática Unida.
El 24 de septiembre, la policía birmana arrestó a Sithu Kaung Myat, un manifestante activo de las protestas relámpago contra el golpe militar, quien recibió tres disparos cuando intentaba escapar de las fuerzas de seguridad; no obstante, por las heridas de balas fue llevado de emergencia al Hospital General de Bago, donde moriría al día siguiente. Además, cuatro civiles murieron en una redada gubernamental en Mandalay; además, un bebe de 18 meses terminó herido producto de una bala perdida, sin embargo, no se sabe el estado del menor.
El 4 de octubre, se informó que el Tatmadaw habría disparado y asesinado a dos civiles, quienes regresaban de reunirse para realizar un plan de ayuda a los desplazados por los enfrentamientos en el estado Chin, cuando iban en su vehículo en Thantlang. Por otro lado, en una redada en una aldea de la región de Sagaing, se informó sobre la muerte de cinco civiles, incluido una menor de 6 años.

### Arrestos

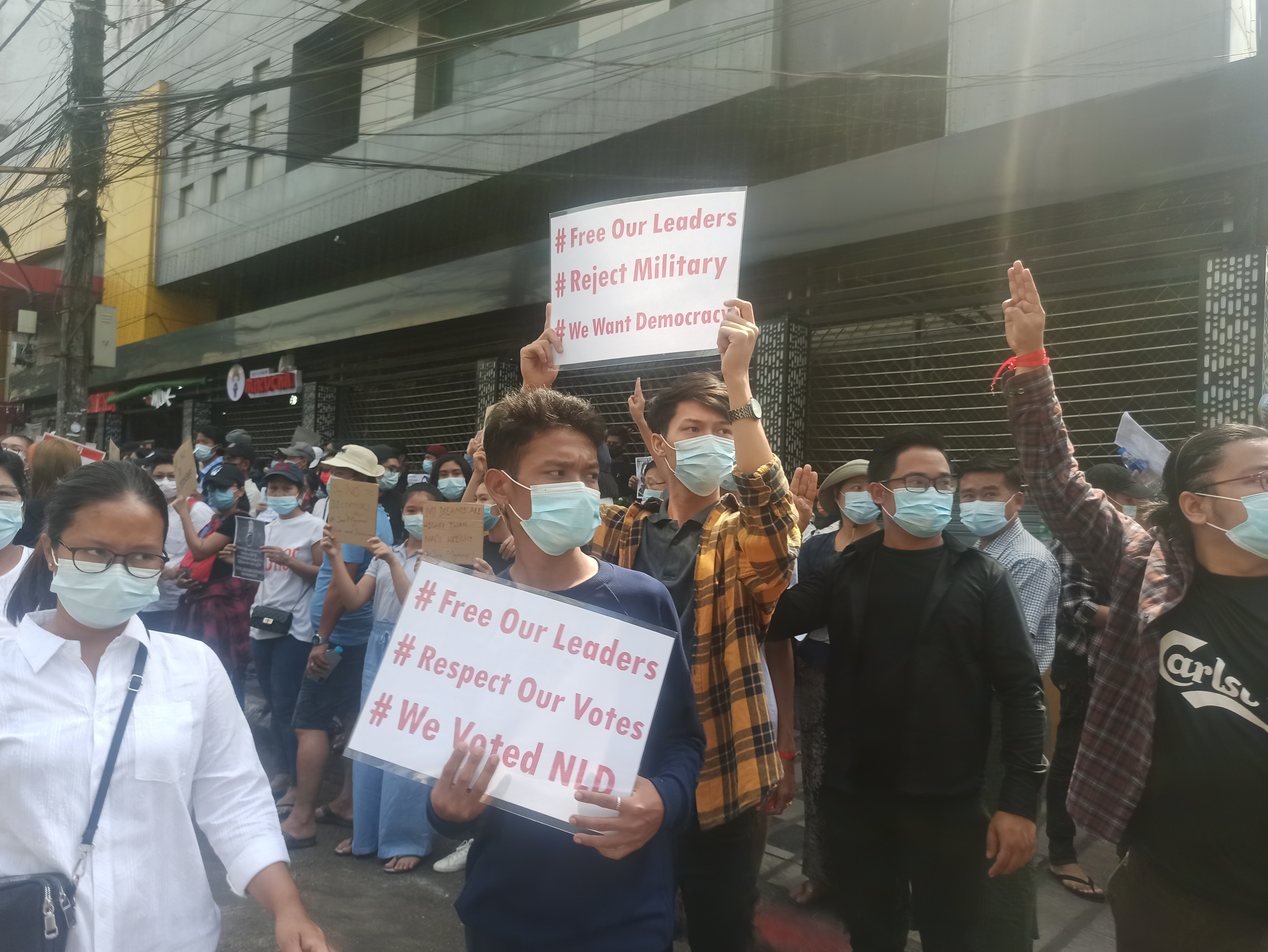
Manifestantes portando pancartas con varios lemas y hashtag

Las autoridades gubernamentales han actuado rápidamente para sofocar la oposición al golpe de Estado. Al 9 de junio de 2023, 18 968 personas están detenidas en relación con el golpe de Estado.
El régimen militar ha comenzado a iniciar procesos penales contra los detenidos. El 3 de febrero de 2021, Thawbita, un monje budista fue condenado a 2 años de prisión en virtud del artículo 66(d) de la Ley de Telecomunicaciones, por difamación de los militares. El 4 de febrero de 2021, tres estudiantes universitarios, Zu Zu Zan, Aung Myo Ko y Htoo Khant Thaw, fueron acusados bajo la Sección 19 de la Ley de La Asamblea Pacífica y la Procesión Pacífica por protestar en Mandalay. El 5 de febrero de 2021, Maung Gyi, presidente del Partido Democrático de las Nacionalidades Unidas, fue arrestada, acusada y condenada a dos años bajo el Código Penal Sección 505(b) por organizar una protesta en El municipio de Hpa-an, Estado de Kayin. Cho Yu Mon, directora de la escuela, también fue arrestada y acusada bajo el Código Penal Sección 505(b) por participar en una campaña de «cinta roja» en su escuela en Hpa-an. El líder de la LND Win Htein fue acusado en virtud de la Sección 124(a) del código legal de sedición de Birmania.
El 6 de febrero, Sean Turnell, el asesor australiano de política económica del gobierno civil liderado por la LND y profesor de la Universidad de Macquarie, fue detenido, convirtiéndose en el primer extranjero conocido en ser arrestado en relación con el golpe de Estado.
El 8 de febrero, las autoridades volvió a arrestar a Nang Khin Htwe Myint, el ministro principal del estado de Kayin, y Myint Naing, el principal ministro de la región de Sagaing. Nang Khin Htwe Myint había publicado comentarios en línea instando a la solidaridad entre los soldados y el pueblo, señalando que el ejército estaba financiado con impuestos y fondos estatales, mientras que Myint Naing había publicado un discurso pidiendo al público que siguiera protestando. El 9 de febrero, al menos 100 manifestantes fueron detenidos en Mandalay, entre ellos el vicealcalde Ye Lwin.
El 13 de febrero de 2021, las autoridades han acusado y emitido órdenes de arresto en virtud del artículo 505, letra b, de la ley para Min Ko Naing, Kyaw Min Yu, Mg Mg Aye, Pencilo, Lynn Lynn, Insein Aung Soe y Myo Yan Naung Thein, por presuntamente difamar al Estado y amenazar la «tranquilidad pública» a través de sus publicaciones en las redes sociales.
El 17 de febrero de 2021, las autoridades emitieron órdenes de arresto contra varias celebridades, a saber, Lu Min, Pyay Ti Oo, Ko Pauk, Na Gyi, Anegga y Wyne, por alentar a los funcionarios a unirse al movimiento de desobediencia civil en curso. Más de 1.700 personas habían sido arrestadas hasta el 4 de marzo.
El 15 de abril de 2021, las fuerzas de seguridad arrestaron a Wai Moe Naing, uno de los líderes más destacados de las protestas, cerca de la ciudad de Monywa.
El 9 de mayo de 2021, la junta devolvió el cuerpo del poeta y disidente Khet Thi, de quien dijeron que había muerto bajo custodia. Muchos de sus órganos internos fueron removidos.
El 30 de mayo de 2021, la junta militar detuvo a 43 personas, en Rangún, durante una redada en la que se confiscaron más de 2000 explosivos. La junta considera que estas personas habrían tenido entrenamiento con las guerrillas en el ensamblaje de explosivos.
El 7 de octubre de 2021, durante una redada en la región de Mandalay, 4 personas fueron arrestadas por el ejército birmano, entre ellas una madre quien ayudó a escapar del arresto a su hijo.

### Medios de comunicación

#### Ley de ciberseguridad
El 9 de febrero, se distribuyó a los operadores móviles y titulares de licencias de telecomunicaciones de 36 páginas un proyecto de ley de ciberseguridad para obtener información sobre la industria. El proyecto de ley haría que los proveedores de Internet sean responsables de prevenir o eliminar contenido que «cause odio, destruya la unidad y la tranquilidad». Una coalición de 150 organizaciones de servicio civil denunció públicamente el proyecto de ley por violar los derechos fundamentales a la libertad de expresión, protección de datos y privacidad, y otras normas democráticas en el espacio digital, y por otorgar a las autoridades estatales la capacidad de prohibir contenido desfavorable, restringir los ISP e interceptar datos. El 15 de febrero, la Federación de Cámaras de Comercio e Industria de la Unión de Birmania instó a las autoridades a no apresurarse a promulgar la ley, señalando que la ley podría afectar negativamente el crecimiento digital de Birmania y obstaculizar las inversiones extranjeras.
El 11 de febrero, cientos de manifestantes se reunieron en la Embajada de China en Rangún, basándose en rumores en línea de que China había traído equipos de telecomunicaciones y expertos en TI a Birmania a través de vuelos recientes. La embajada china intentó desestimar los rumores en Facebook publicando una declaración de la Cámara de Comercio de China Enterprises en Birmania que afirmaba que los vuelos de carga recientes solo habían transportado mercancías como mariscos.

#### Apagón mediático
Desde el golpe de Estado del 1 de febrero, las autoridades han bloqueado los canales de noticias más populares, incluidos canales gratuitos como la Democratic Voice of Burma y Mizzima TV, así como canales de noticias extranjeros, como CNN, NHK y BBC. 7 de febrero, el régimen también bloqueó el New York Times, Wall Street Journal, The Economist y dos servicios de cable, Associated Press y Reuters. Un representante del Consejo de Prensa de Birmania ha expresado su preocupación por el futuro de la libertad de prensa en el país, el derecho del público a acceder a la información y el futuro de las nacientes organizaciones de noticias de Birmania.
Varios periodistas y reporteros han sido atacados mientras informaban en manifestaciones pro-militares, y otros incluyendo el periodista de Associated Press Thein Zaw han sido arrestados y acusados bajo una ley de orden público con una pena máxima de tres años de prisión, castigando a cualquier persona que «cause miedo entre el público, difunda a sabiendas noticias falsas, o agita directa o indirectamente por un delito contra un empleado del gobierno», con la pena que ha sido aumentada por la junta desde dos años en febrero; el 24 de marzo de 2021, Thein Zaw fue liberado de la prisión de Insein cerca de Rangún, con todos los cargos retirados.
El 9 de marzo de 2021, cinco medios de comunicación independientes Mizzima, Democratic Voice of Burma (DVB), Khit Thit Media, Myanmar Now y 7Day News fueron cerrados después de que sus licencias fueran revocadas por los militares; el día anterior, Myanmar Now fue allanada por la policía, con computadoras, partes de su servidor de datos y equipos incautados.
El 2 de abril de 2021, once personas fueron arrestadas en Rangún por responder preguntas de un equipo de televisión de CNN que había recibido permiso para informar en Birmania.

#### Difusión de la desinformación
Habían circulado rumores sin fundamento de la liberación de Suu Kyi, que fue falsamente atribuida y negada por Radio Free Asia; se dice que este rumor fue compartido por la Myawaddy TV dirigida por los militares, y desencadenó celebraciones callejeras y fuegos artificiales. Se creó un sitio web impostor que imitaba Radio Free Asia, publicando artículos falsos «sobre COVID-19, la comunidad rohingya musulmana, así como insultos contra la líder Aung San Suu Kyi y su gobernante Liga Nacional para la Democracia».
Además, los militares contrataron a Ari Ben-Menashe - un cabildero que anteriormente trabajaba para Robert Mugabe, pero también a otras juntas militares y candidatos presidenciales en países como Venezuela, Túnez y Kirguistán - en un intento de rebautizarse a sí mismo, alegando que el golpe fue lanzado «para evitar que el gobierno dirigido por civiles se desviara más hacia la órbita de China».
Para contrarrestar la propagación de la desinformación, en febrero Facebook emitió una prohibición general de todas las páginas relacionadas con el ejército de Birmania, así como la red estatal de medios Myanmar Radio and Television (MRTV). El 5 de marzo, YouTube anunció que eliminaría cinco canales de YouTube dirigidos por militares y varios videos «de acuerdo con nuestras directrices de la comunidad y las leyes aplicables». TikTok anunció que había eliminado el contenido que había recibido «decenas de miles de opiniones» de hombres uniformados que amenazaban con dañar a los manifestantes.

#### Arresto de periodistas y personalidades de la televisión
El 6 de abril de 2021, las autoridades militares emitieron órdenes de arresto contra decenas de celebridades, modelos e influencers, y un popular comediante fue arrestado en Rangún, según Mizzima News. Uno de los periodistas buscados es Sithu Aung Myint, quien escribió desde su página de Facebook que «estaba orgulloso» de estar en la lista de buscados. El 8 de abril, las tropas arrestaron al popular actor, modelo y cantante Paing Takhon, junto con su hermana, por oponerse abiertamente al gobierno militar y expresar su apoyo a los manifestantes. Takhon, de 24 años, y su hermana fueron arrestados en su casa en Rangún después de que ocho camiones militares llegaran a su residencia. Los arrestos se llevaron a cabo sin resistencia, según la madre de Takhon, debido a que Takhon se encontraba en mal estado de salud. Otras 120 celebridades también fueron arrestadas. El 19 de abril de 2021, Reporteros sin Fronteras informó que al menos 19 periodistas, actores, cantantes y personalidades de las redes sociales estaban en una lista de buscados de «aquellos que difunden noticias que afectan la estabilidad del estado», con nombres, detalles de cuentas de Facebook, fotos de perfil y direcciones. de los individuos presentes. El mismo día a las 8:00 p. m., la destacada bloguera de belleza Win Min también fue arrestada en el hotel BH en Taunggyi pocas horas después de que el consejo militar anunciara que había sido acusada.
El 3 de marzo de 2021, el periodista de Associated Press Thein Zaw y otros cinco trabajadores de los medios de comunicación fueron acusados por su cobertura de las protestas, con una posible pena máxima de tres años de prisión. El 24 de marzo de 2021, Thein Zaw fue liberado de la prisión de Insein cerca de Rangún, con todos los cargos retirados.
El 13 de mayo de 2021, Min Nyo de la Democratic Voice of Burma fue condenado a tres años de prisión por su cobertura de las protestas. Su empleador y su familia alegan que la policía lo «golpeó brutalmente» y le negaron las visitas familiares. Había sido detenido el 3 de marzo. Se convirtió en el primer periodista en ser sentenciado bajo la junta.
En mayo de 2021, tres periodistas y dos activistas que escaparon de Birmania fueron arrestados en Tailandia por ingresar ilegalmente al país. Si son declarados culpables, podrían ser deportados de regreso a Birmania, donde alegan que sus vidas pueden estar en peligro. El 16 de mayo de 2021, el primer ministro tailandés, Prayut Chan-o-cha, prometió a la enviada especial de la ONU, Christine Schraner Burgener, que el gobierno tailandés no obligará a los que huyen de la violencia a regresar a Birmania.
El 13 de mayo de 2021, la justicia birmana sentenció a un periodista con una pena de tres años por su cobertura de las protestas.
El 17 de septiembre de 2021, fue detenido en Mandalay el periodista Wing Naing Oo, un excorresponsal de Channel Mandalay. La junta militar lo detuvo alegando violaciones al artículo 505a e incitar a la violencia.
El 1 de octubre de 2021, la reportera Thuzar, quien había sido reportada como desaparecida el mes pasado, fue encontrada detenida en una comisaría de Rangún, siendo acusada por incitar a la violencia y violar el artículo 505a de Código Penal.

#### Apagón de internet
El 4 de febrero de 2021, se ordenó a los operadores de telecomunicaciones y a los proveedores de servicios de Internet de Birmania que bloquearan Facebook hasta el 7 de febrero de 2021, para garantizar la «estabilidad del país». Myanmar Posts and Telecommunications (MPT), una operadora estatal, también bloqueó los servicios de Facebook Messenger, Instagram y WhatsApp, mientras que Telenor Myanmar solamente bloqueó Facebook. Facebook había sido utilizado para organizar las huelgas laborales de la campaña de desobediencia civil y el movimiento de boicot emergente. Facebook es utilizado por la mitad de la población de Birmania. Después de la prohibición de Facebook, los usuarios birmanos habían comenzado a acudir en masa a Twitter. Al día siguiente, el gobierno extendió la prohibición de acceso a las redes sociales para incluir Instagram y Twitter.
Tras la prohibición de Facebook, la demanda de servicios VPN aumentó en el país. Según un grupo de investigación de privacidad y seguridad digital con sede en el Reino Unido, la demanda de VPN aumentó en más de un 7000%. El servidor proxy gratuito Psiphon, utilizado para eludir la censura, que ha visto aumentar su base de usuarios de 5000 usuarios diarios antes del golpe de Estado del 1 de febrero a más de 1.6 millones de usuarios con una media de 14 millones de conexiones diarias a partir del 15 de febrero.
El 19 de febrero de 2021, la mayoría del ISP, excluyendo Mytel, bloqueó Wikipedia y otros sitios web relacionados con Wiki.
En la mañana del 6 de febrero de 2021, las autoridades militares iniciaron un apagón de internet en todo el país. Ese mismo día, Facebook instó a las autoridades a desbloquear los servicios de redes sociales. Facebook también eliminó la capacidad del gobierno birmano para enviar solicitudes de eliminación de contenido. El acceso a Internet fue parcialmente restaurado al día siguiente, aunque las plataformas de redes sociales permanecieron bloqueadas. El 14 de febrero, Telenor anunció que ya no estaba autorizado a revelar públicamente las directivas recibidas de las autoridades militares sobre las interrupciones de Internet. A partir del 15 de febrero, las autoridades militares iniciaron un apagón de internet en todo el país de nuevo de 1 a. m. a 9 a. m. todos los días, pero no dieron ninguna razón por la que cortaron.
También se notificaron cierres adicionales de Internet los días 22 y 26 de febrero en algunos lugares. Mytel, parcialmente compartida por los militares, aparentemente no se vio afectada por los cierres.
El 1 de abril de 2021, el consejo militar ordenó a los proveedores de servicios de internet wifi que cortaran la internet de banda ancha inalámbrica, con conexiones de línea fija que están desconectadas de la 1 a. m. a las 9 a. m. siendo la única vía que queda para acceder a internet.
El 15 de septiembre, se reportó cortes de internet en Sagaing y Mandalay, en medio de preocupaciones de que la junta militar empiece operaciones de limpieza en las áreas controladas por las guerrillas.
El 25 de septiembre, la junta militar cortó la señal de internet en 23 municipios, la mayoría en el estado Chin y la ciudad de Sagaing, donde en los últimos se ha reportado un aumento de las hostilidades entre el Tatmadaw y los grupos rebeldes.

### Juicio a Aung San Suu Kyi
El 10 de mayo de 2021, el Tribunal Supremo anunció una comparecencia de Aung San Suu Kyi, líder opositora y fundadora de la Liga Nacional para la Democracia, presencial a causa de los delitos imputados luego del golpe de Estado. Estaría sería su primera aparición pública presencial desde su encarcelamiento. Además, tres periodistas birmanos fueron detenidos en Tailandia tras huir de la junta militar.
El 24 de mayo de 2021, la lideresa de la Liga Nacional para la Democracia, Aung San Suu Kyi, compareció presencialmente ante el tribunal especial ubicado en el ayuntamiento de Naipyidó. Esta audiencia es parte del proceso que afronta luego de que las autoridades militares le imputaran los cargos de importación ilegal de artefactos, amenaza a la seguridad nacional, desastres naturales, el incumplimiento de las medidas sanitarias durante la campaña electoral y, el más grave, la violación de la Ley de Secretos Oficiales de la era colonial.
El 3 de junio de 2021, el Tribunal Supremo de Birmania anuncia el inicio de un juicio contra Aung San Suu Kyi, líder de la Liga Nacional para la Democracia, por una presunta violación a la Ley de Secretos Oficiales. Además, una corte militar impuso una pena de dos años de cárcel contra dos periodistas por presuntamente incitar a la violencia.
El 4 de octubre de 2021, la líder depuesta de la Liga Nacional para la Democracia, Aung San Suu Kyi, negó las acusaciones hechas por Phyo Min Thei, exministro del gobierno civil y uno de los detenidos durante el golpe de Estado, de que ella le habría ofrecido dinero a cambio de protección.

## Reacciones

### Nacionales
El uso violento de la fuerza por parte de las fuerzas militares en la muerte de Mya Thwe Thwe Khaing el 9 de febrero desató la indignación nacional, con celebridades y figuras públicas como Thandar Hlaing criticando su trato. Nyi Nyi Tun, presidente de la Organización Cinematográfica de Birmania, declaró: «No podemos presenciar más a Mya Thwe Thwe Khaings» e instó al público a unirse al movimiento de desobediencia civil. El 11 de febrero, la hermana de Mya, Mya Thado Nwe, se dirigió públicamente a los medios de comunicación, e instó al público a «desarraigar la dictadura militar» por el bien de las generaciones futuras.
El 17 de febrero, una valla publicitaria de 1 m (49 pies) de largo que representa el tiroteo de Mya fue desplegada desde un puente peatonal en el centro de Rangún.
El 1 de marzo, la CRPH designó al Consejo de Administración del Estado como un grupo terrorista en respuesta a la violenta represión contra los manifestantes anti-golpe de Estado el 28 de febrero.
El Shwekyin Nikāya, la segunda orden monástica budista más grande de Birmania, también ha instado a Min Aung Hlaing a cesar inmediatamente los asaltos contra civiles desarmados y a abstenerse de participar en robos y destrucción de propiedades. Sus monjes principales, incluyendo a Ñāṇissara Bhikkhu, quien es conocido por su relación amistosa con los militares, recordaron al general ser un buen budista, que implicaba mantener a los Cinco Preceptos requeridos para al menos un renacimiento humano.
A finales de marzo, se informó de que decenas de manifestantes habían viajado a las zonas fronterizas de Birmania para alistarse y entrenarse bajo uno de los muchos grupos insurgentes del país, elevando el riesgo de una guerra civil en todo el país. La CRPH también propuso la formación de una «fuerza armada federal» para combatir a los militares. La propuesta de la CRPH El Ejército de Independencia de Kachin (KIA) ya ha estado en la ofensiva contra el ejército desde febrero, y a finales de marzo el Ejército de Arakan (AA) ha amenazado con poner fin a su alto el fuego con los militares en caso de que estos últimos persistan en la masacre de civiles.
También desde finales de marzo, los manifestantes en Birmania han comenzado a armarse cada vez más con armas caseras, como pistolas, en un intento de defenderse de los ataques del ejército. Los enfrentamientos con soldados y los ataques con artefactos explosivos improvisados contra edificios administrativos y comisarías de policía se han vuelto más comunes a medida que la resistencia armada de los manifestantes al Tatmadaw se ha convertido en una tendencia creciente.

### Internacionales

#### Naciones Unidas
El 9 de febrero, los informes de manifestantes heridos llevaron a Ola Almgren, coordinador residente de la ONU y coordinador humanitario en Birmania, a emitir una declaración condenando el uso violento de la fuerza por parte de la autoridad. El 10 de febrero, Thomas Andrews, relator especial de las Naciones Unidas sobre la situación de los derechos humanos en Birmania, la mencionó en Twitter e instó a solidarizarse con las protestas. El 11 de febrero, ONU Mujeres expresó sus condolencias a la familia de Mya y pidió «a los militares y la policía que se abstengan de utilizar una fuerza desproporcionada contra los manifestantes».
El 14 de febrero, el secretario general de la ONU, António Guterres, emitió una declaración en la que expresaba su profunda preocupación por la situación en Birmania, destacando «el uso cada vez mayor de la fuerza y el despliegue de vehículos blindados adicionales en las principales ciudades». Instó al ejército y la policía de Birmania a respetar plenamente el derecho de reunión pacífica y garantizar que los manifestantes no sean objeto de represalias. También calificó los informes de violencia, intimidación y hostigamiento por parte del personal de seguridad como inaceptables.
El 9 de abril, el enviado de Birmania a la ONU, Kyaw Moe Tun, condenó además a la junta y pidió la intervención internacional y la imposición de una «zona de exclusión aérea». También lamentó la supuesta «falta de una acción adecuada y enérgica por parte de la comunidad internacional, especialmente del Consejo de Seguridad de la ONU».
El 13 de abril de 2021, la Alta Comisionada de las Naciones Unidas para los Derechos Humanos, Michelle Bachelet, advirtió sobre posibles crímenes de lesa humanidad y dijo que parecía dirigirse hacia un conflicto masivo como el que asola Siria. Bachelet declaró que «temo que la situación en Birmania se encamine hacia un conflicto en toda regla. Los Estados no deben permitir que se repitan los errores mortales del pasado en Siria y en otros lugares».
La Asamblea General de las Naciones Unidas dijo el 17 de mayo de 2021 que Liechtenstein había introducido una medida en la resolución que pedía «una suspensión inmediata» de la transferencia de armas a la junta militar de Birmania. El borrador cuenta con el apoyo de la Unión Europea, el Reino Unido y los Estados Unidos. El único país asiático que copatrocinó este movimiento es Corea del Sur. También exige a los militares que «pongan fin al estado de emergencia» y de inmediato «toda la violencia contra los manifestantes pacíficos». También pide la liberación inmediata e incondicional del presidente Win Myint, la consejera de estado Aung San Suu Kyi y todos los que han sido «detenidos, acusados o arrestados arbitrariamente» desde el golpe del 1 de febrero. El borrador también insta a implementar el consenso de cinco puntos alcanzado en la última cumbre de la ASEAN y se espera que sea tratado en persona en la ONU el 18 de mayo de 2021. Al día siguiente, se anunció que el tratamiento del borrador había sido pospuesto indefinidamente por falta de apoyo.
El 27 de julio de 2021, el relator especial de la ONU, Tom Andrews, instó al Consejo de Seguridad de la ONU y a los Estados miembros a promover un «alto el fuego COVID» en Birmania. En el momento de su informe, más de 600 profesionales de la salud eludían las órdenes de arresto pendientes y 67 ya habían sido detenidos en medio de las crecientes infecciones y muertes por COVID-19 en todo el país.
El 23 de septiembre, la Alta Comisionada de las Naciones Unidas para los Derechos Humanos, Michelle Bachelet, advirtió que, «frente a la represión masiva de derechos fundamentales» por parte de la junta militar, se ha visto un incremento de la violencia política y la aparición de nuevos grupos insurgentes. Además, comentó que «estas tendencias inquietantes sugieren que es posible una guerra civil de más envergadura».
El 30 de septiembre, el Coordinador Humanitario de la ONU en Birmania, comunicó que 3 000 000 de personas necesitan ayuda humanitaria, por «lo que tenemos aquí es una crisis, encima de una crisis, con otra crisis encima de eso», en referencia a la crisis humanitaria, política y económica desde el golpe de Estado y la segunda ola de la pandemia de COVID-19.

#### ASEAN

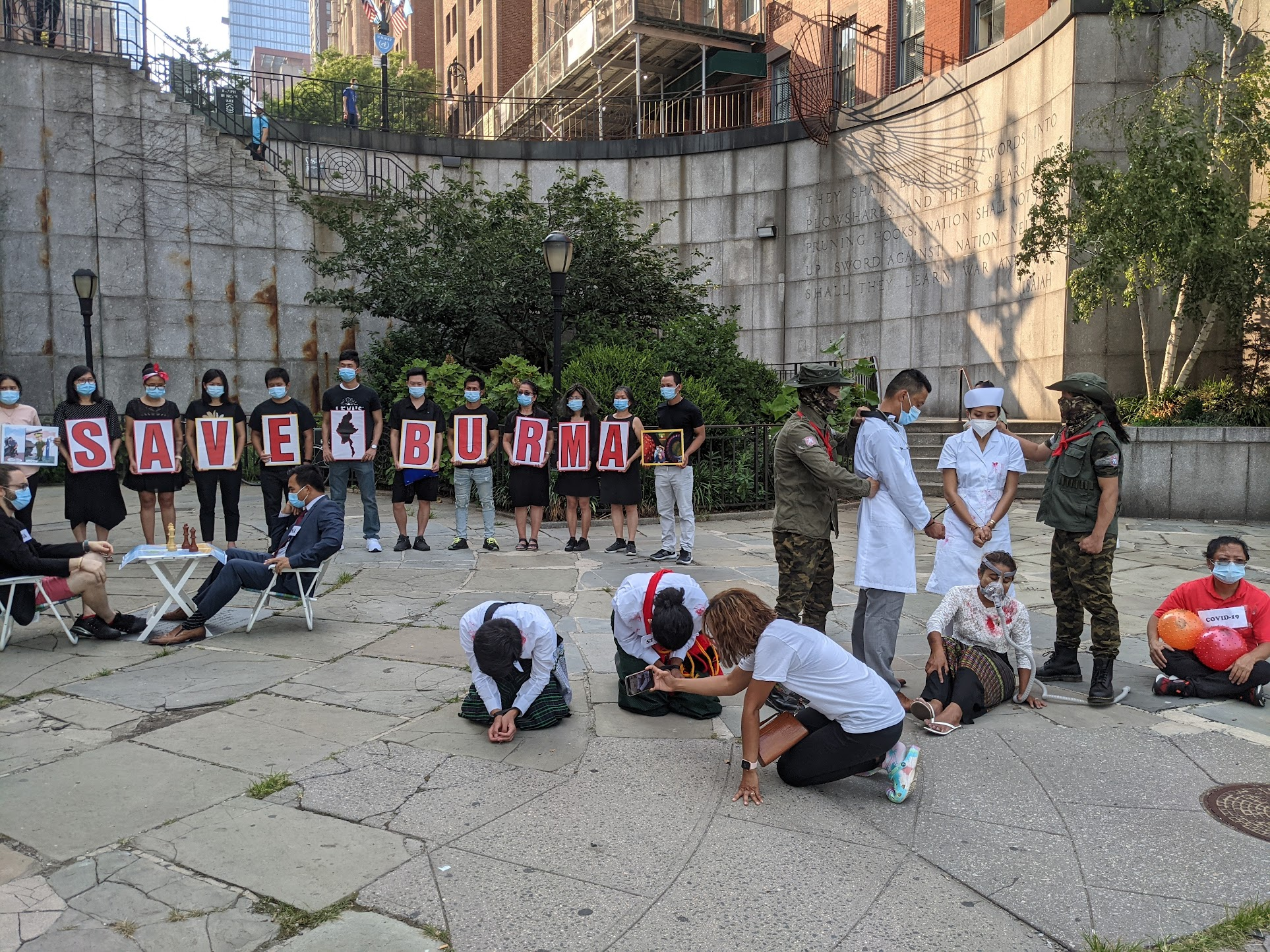
Protesta a favor de un «alto el fuego COVID» de Birmania el 27 de julio de 2021, frente a las Naciones Unidas en Nueva York, NY.

El 16 de abril, la ASEAN (de la que Birmania es miembro) anunció una reunión de líderes de la ASEAN en la que Min Aung Hlaing abordaría la situación actual por primera vez desde que asumió el poder. El bloque está dividido por países que presionan por la acción (Indonesia, Malasia, Filipinas y Singapur) y otros países con posturas más neutrales o de apoyo como Camboya, Laos, Tailandia y Vietnam. El 18 de abril, el NUG pidió ser invitado a la reunión y pidió a los Estados miembros de la ASEAN que no reconocieran al gobierno de la junta. Un diputado de Relaciones Exteriores del NUG dijo que la ASEAN debe negociar con el NUG, ya que «cuenta con el apoyo del pueblo y tiene total legitimidad». Se informó que los miembros del NUG habían estado en contacto con los líderes de la ASEAN, pero no fueron invitados formalmente a la reunión.
El 24 de abril, Min Aung Hlaing asistió a la reunión especial de líderes de la ASEAN en Yakarta junto con los jefes de gobierno y ministros de Relaciones Exteriores de otros Estados miembros, donde se le instó a detener las violentas represiones contra los manifestantes. La ASEAN emitió una declaración de que había acordado un «consenso de cinco puntos» con Min Aung Hlaing sobre el cese de la violencia en Birmania, el diálogo constructivo entre todas las partes interesadas y el nombramiento de un enviado especial de la ASEAN para facilitar el proceso de diálogo. Los manifestaciones contra del golpe de Estado y pidiendo el restablecimiento de la democracia se concentraron en las calles cercanas a la Secretaría de la ASEAN, donde se llevó a cabo la reunión. Ha habido llamamientos para suspender o expulsar a Birmania de la ASEAN, aunque los Estados miembros de la ASEAN están prohibidos por el Tratado de Amistad y Cooperación (TAC) de interferir en los asuntos internos de otros miembros. Más tarde, ese mismo día, el presidente del grupo Brunéi anunció un consenso en el que se debían cumplir cinco puntos: poner fin a la violencia, un diálogo constructivo entre todas las partes, un enviado especial de la ASEAN para facilitar el diálogo, la aceptación de la ayuda y una visita por el enviado a Birmania. Sin embargo, no se mencionó a los presos políticos. Los medios estatales birmanos también informaron que el país cooperaría estrechamente con varios temas, incluida «la transición política en Birmania y el proceso que se implementará en el futuro». El consenso fue fuertemente criticado por los activistas prodemocracia que prometieron continuar con sus protestas. Khin Sandar, del Comité de Colaboración de Huelgas Generales, prometió continuar con las protestas y dijo que la ASEAN y la ONU simplemente hablan como forasteros cuyas declaraciones no reflejan la situación en el terreno. La protesta por el consenso guiado por TAC también se informó en las redes sociales.
En mayo de 2021, Filipinas dio la bienvenida al apoyo del Consejo de Seguridad de las Naciones Unidas para facilitar un final pacífico de la crisis en el país. El Ministerio de Relaciones Exteriores de ese país pidió la liberación de todos los presos políticos, incluidos Aung San Suu Kyi y el presidente Win Myint. Anteriormente, el Consejo de Seguridad había acogido con satisfacción el consenso de la ASEAN sobre la situación en Birmania.

#### Ciudad del Vaticano
Durante sus declaraciones del 7 de febrero de 2021, el Papa Francisco instó a las autoridades a servir al bien común, promover la justicia social y la estabilidad nacional, y expresó su solidaridad con el pueblo de Birmania. El 17 de marzo, el Papa Francisco elogió a la monja católica, la hermana Ann Rosa Nu Tawng, quien se arrodilló ante las fuerzas de seguridad en la ciudad de Myitkyina y las convenció de que no dispararan contra los manifestantes. Francisco volvió a instar a la paz y concluyó su discurso diciendo: «Me arrodillo en las calles de Birmania y digo, 'detengan la violencia'». El 16 de mayo, el Papa Francisco se refirió nuevamente al conflicto y dijo que «el pueblo de Birmania no debe desesperarse ante el mal ni dejarse dividir» y denunció el golpe. El 20 de junio, Francisco hizo un llamamiento a los líderes militares para que permitan regresar a las personas desplazadas, hambrientas y que han huido del conflicto. Francisco expresó su apoyo a los obispos católicos birmanos que piden corredores humanitarios para quienes han tenido que abandonar sus hogares desde el golpe.

#### Indonesia
Indonesia es la potencia regional que lidera la búsqueda de una solución a los hechos del país birmano. El país ha pedido a la Asociación de Naciones del Sureste Asiático (ASEAN) una reunión para plantear los principales inconvenientes que pudiese representar el golpe de Estado para los intereses de la región. La ministra de exteriores indonesia ha realizado sendos viajes a Brunéi y Singapur durante febrero en los que ha intentado compartir su postura de diálogo enfocado en retomar el orden democrático en Birmania.

#### Nueva Zelanda
El martes 9 de febrero, la cancillería de Nueva Zelanda anunció la suspensión de todos los lazos diplomáticos con el gobierno birmano en manos de los militares golpistas. La ministra de Exteriores, Nanaia Mahuta declaró: «No reconocemos la legitimidad del gobierno militar (de Birmania). Reclamamos la inmediata liberación de todos los líderes políticos detenidos y que restablezcan el gobierno civil». El país oceánico es el primero en tomar esta medida.

#### Estados Unidos
Un día después del anuncio de Nueva Zelanda, el presidente de Estados Unidos, Joe Biden, anunció que emitiría sanciones lo antes posible contra los líderes del golpe militar, así como a sus «intereses económicos» y «familias». Además, el primer mandatario estadounidense comunicó que se impondrían fuertes «controles a las exportaciones» procedentes del país asiático. En el ámbito social, el presidente aseguró que: «continuará apoyando la atención médica, a los grupos civiles y otras áreas que benefician directamente al pueblo birmano».
En marzo, la administración americana anunció nuevas sanciones contra los líderes militares, después del recrudecimiento de la represión contra los civiles, que dejó 20 muertos el último fin de semana de febrero.

#### Unión Europea
La Unión Europea condenó el asalto al poder desde un primer momento. El presidente del Consejo Europeo, Charles Michel, escribió: «Condeno enérgicamente el golpe de Estado en Birmania y pido a los militares que liberen a todos los que han sido detenidos ilegalmente en redadas por todo el país». Por otra parte, el jefe de la diplomacia europea, Josep Borrel, exigió respeto a los resultados de las elecciones democráticas y a las libertades civiles, un mensaje que también compartió la máxima líder europea, Ursula Von der Leyen.
El 9 de febrero, Josep Borrel declaró ante el Parlamento Europeo, que debatía la situación en el país asiático, la posibilidad de establecer sanciones selectivas contra líderes militares de Birmania y sus círculos más próximos. No obstante, la Unión Europea no ha anunciado medidas de forma oficial y espera coordinarse con otras potencias internacionales para «lograr una presión efectiva» contra los golpistas.

#### China
A diferencia de la mayor parte de la comunidad internacional, China no se ha mostrado contraria a la asonada militar. De hecho, el país bloqueó una resolución del Consejo de Seguridad de Naciones Unidas que condenaba el golpe militar. El ministro de Exteriores chino, Wang Yi, estuvo de visita en Birmania una semana antes del golpe y se reunió con la líder del gobierno civil Aung San Suu Kyi y el general Min Aung Hlain, que se convirtió en el líder de la junta golpista. La cancillería china rechazó las acusaciones de apoyo a los golpistas y aseguró que esperaba que ambas partes «resuelvan sus diferencias». El gigante asiático tiene inversiones multimillonarias en el país birmano.

#### Camboya, Filipinas y Tailandia
A pesar de la oposición de los países occidentales y de otras democracias asiáticas, los vecinos de Birmania (Tailandia y Camboya) no han emitido condenas destacables por la situación en Birmania. Prawit Wongsuwon, primer ministro tailandés, declaró que tanto las protestas como el alzamiento militar eran un «asunto interno de Birmania». Una declaración a la que se sumaron sus homólogos de Filipinas, Rodrigo Duterte y Camboya, Hun Sen.

#### Singapur e India
Por su parte, otros vecinos de Birmania se han mostrado preocupado por el golpe de Estado. El ministro de exteriores de Singapur se pronunció sobre el «alarmante desarrollo» de los hecho en Birmania. Por su parte, su homólogo indio aseguró que el gobierno de Modi sigue «de cerca» la situación y que reiteran su compromiso con una «transición democrática en Birmania».

### Protestas en el extranjero

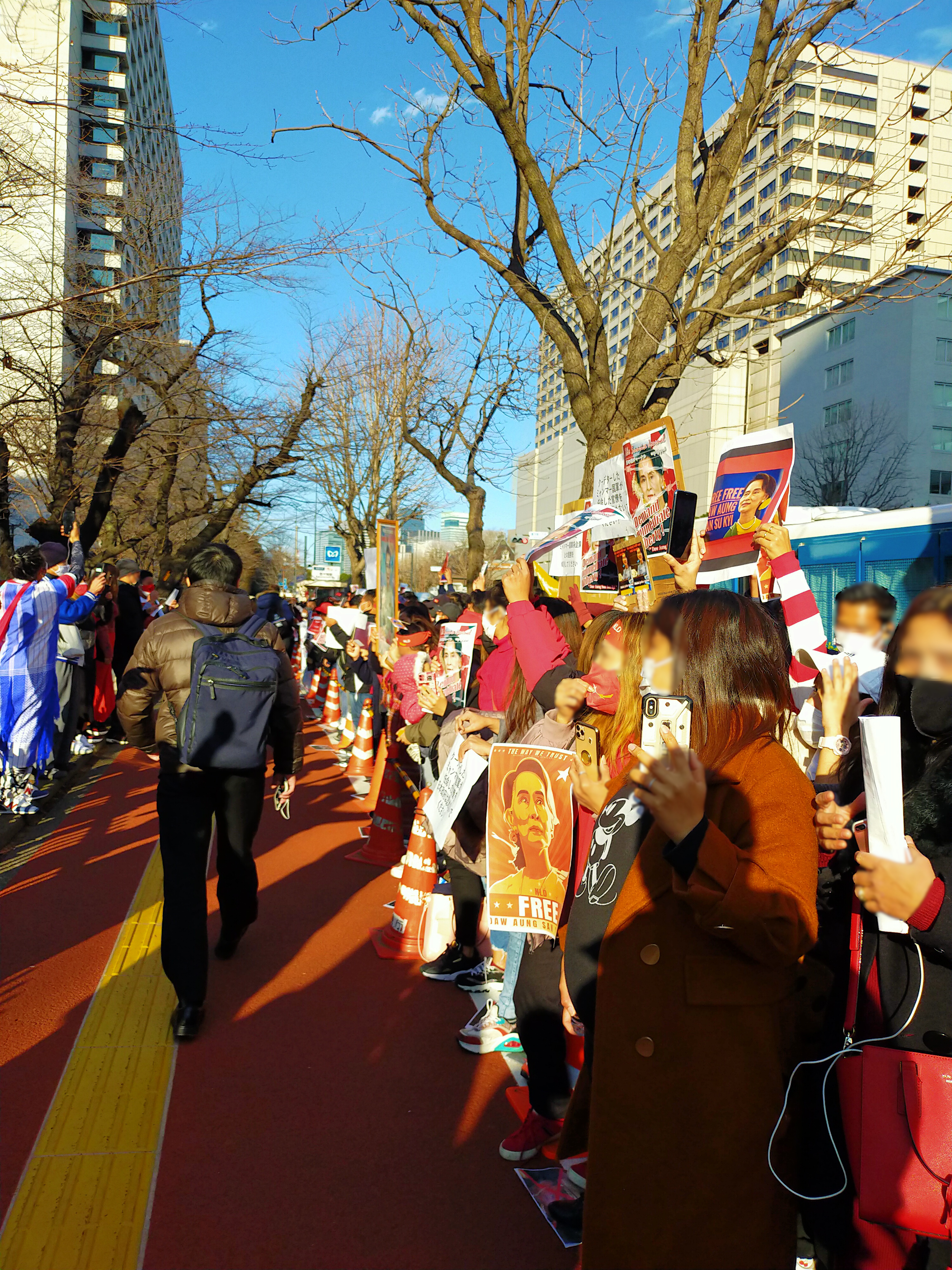
3000 manifestantes pidiendo la liberación de Aung San Suu Kyi en Kasumigaseki, Tokio, Japón.

Un grupo de expatriados birmanos y cientos de activistas tailandeses a favor de la democracia, incluidos Parit Chiwarak y Panusaya Sithijirawattanakul, protestaron contra el golpe en la embajada birmana en Sathon Road en Bangkok, Tailandia, el 1 de febrero, poco después del golpe. Según los informes, algunos manifestantes mostraron el saludo de tres dedos, el símbolo utilizado en las protestas en favor de la democracia en Tailandia. La protesta terminó con una represión policial; dos manifestantes resultaron heridos y hospitalizados, y otros dos fueron arrestados.
Los ciudadanos birmanos en Tokio, Japón, se reunieron frente a la Universidad de las Naciones Unidas el 1 de febrero, también para protestar contra el golpe. El 26 de mayo de 2021, Tokio planeó permitir que dos diplomáticos de Birmania permanecieran más tiempo, ya que anunciaron públicamente su participación en los movimientos antigolpistas con visas que expirarían el 15 de julio de 2021. El 18 de junio de 2021, El jugador birmano de fútbol Pyae Lyan Aung le dijo a un oficial de la Agencia de Servicios de Inmigración de Japón (ISA) que planea quedarse en Osaka, Japón, después de que levantó el saludo de tres dedos el mes pasado durante un partido de fútbol en Japón.
En Corea del Sur, los ciudadanos birmanos se manifestaron frente a la embajada el 6 de febrero para protestar contra el golpe y realizaron más manifestaciones cuatro veces por semana desde el 6 de febrero hasta el 1 de marzo.
La Policía de Singapur ha emitido advertencias contra los extranjeros que planean participar en protestas contra el golpe de Estado en Singapur. El 14 de febrero de 2021, agentes del SPF arrestaron a tres extranjeros por protestar en las afueras de la embajada de Birmania sin permiso para participar en una asamblea pública. La Fuerza de Policía de Seguridad Pública de Macao advirtió a los residentes de Birmania que no se les permite realizar protestas contra el golpe, ya que el artículo 27 de la Ley Básica de Macao sólo permite a los residentes de Macao el derecho a hacerlo.
En Estados Unidos, el 3 de febrero, más de 150 estadounidenses birmanos protestaron frente a la embajada de Birmania en Estados Unidos. El 6 de marzo de 2021, manifestantes en Tennessee, Estados Unidos, se reunieron en el Capitolio del Estado de Tennessee en Nashville y luego participaron en una marcha para alentar a los líderes estadounidenses y de Tennessee a imponer restricciones al ejército birmano. Las protestas se llevaron a cabo en otras ciudades con poblaciones birmanas considerables, como el 27 de febrero en el suburbio de Lewisville en Dallas.
En Australia, el 1 de marzo, algunos australianos birmanos protestaron cerca de la Casa del Parlamento en Perth para pedir justicia e instar al gobierno australiano a apoyar a los manifestantes en Birmania. El 6 de marzo, los manifestantes en Sídney se reunieron en solidaridad con los manifestantes en Birmania.
En Malasia, Hein Htet Aung, que juega en la segunda división Malasia Premier League club de Selangor FC II, dirigió el saludo de tres dedos en un partido contra PDRM FC en principios de marzo. Se le prohibió jugar un partido contra el Perak FC II. El 31 de marzo, algunos malasios asociados con Milk Tea Alliance se reunieron frente a la embajada para condenar la violencia contra los manifestantes.
Según Kyaw Moe Tun, embajador de Birmania ante la ONU, otros once diplomáticos de Birmania destacados en los EE. UU., Suiza, Canadá, Francia, Alemania, Israel y Japón planean buscar un estatus de protección temporal ya que se niegan a regresar a Birmania.